# Bertiera troupinii
Bertiera troupinii är en måreväxtart som beskrevs av Nicolas Hallé. Bertiera troupinii ingår i släktet Bertiera och familjen måreväxter. Inga underarter finns listade i Catalogue of Life.